# Jason Flemyng
Jason Flemyng, född 25 september 1966 i Putney, London, är en brittisk skådespelare.
Han är son till regissören Gordon Flemyng och mest känd för sin roll i kultfilmen Lock, Stock and Two Smoking Barrels från 1998. År 2005 spelade han rollen som professor Bernard Quatermass i nyinspelningen av 1950-talsserien The Quatermass Experiment, som visades på BBC Four.

## Filmografi i urval
- 1994 – Djungelboken
- 1995 – Rob Roy
- 1996 – Stealing Beauty
- 1996 – Hollow Reed
- 1996 – Alive and Kicking
- 1998 – Tess av d'Urberville (TV-serie)
- 1998 – Lock, Stock and Two Smoking Barrels
- 1998 – The Red Violin
- 1999 – Alice i Underlandet
- 2000 – Bruiser
- 2000 – Snatch
- 2001 – Rock Star
- 2001 – The Bunker
- 2001 – From Hell
- 2001 – Mean Machine
- 2002 – Below
- 2003 – The League
- 2004 – Atomik Circus - Le retour de James Bataille
- 2004 – Layer Cake
- 2004 – Seed of Chucky
- 2005 - The Quatermass Experiment
- 2005 – The Man-Eating Leopard of Rudraprayag
- 2005 – Transporter 2
- 2008 – Benjamin Buttons otroliga liv
- 2010 – Clash of the Titans
- 2010 – Kick-Ass
- 2011 – X-Men: First Class
- 2011 – Hanna
- 2011 – Ironclad
- 2012 – Hamilton – I nationens intresse
- 2013 – I Give It a Year
- 2013 – Welcome to the Punch
- 2014 – Gemma Bovery
- 2019 – Sångklubben
- 2025 – Prime Target (TV-serie)